# Purana (hinduisme)
Els puranas (sànscrit: पुराण IAST: purāṇa , "arcaic" o "antic" és) són un gènere hindú de textos postvèdics que recullen narratives sobre teogonia i cosmogonia, sobre genealogies de reis, herois, savis, descripcions de cosmologia d'hindú, filosofia i geografia.
Els Puranas normalment donen prominència a una divinitat particular, emprant una abundància de conceptes religiosos i filosòfics. Són normalment escrits en forma d'històries relacionades per una persona a un altre. Els Puranas estan disponibles en traduccions vernacles i són disseminats per becaris Braman, que llegeixen des d'ells i diuen les seves històries, normalment en sessions de Katha (on s'instal·la un braman viatjant durant unes quantes setmanes en un temple i narra parts d'un Purana, normalment amb una perspectiva Bhakti).

## Orígens

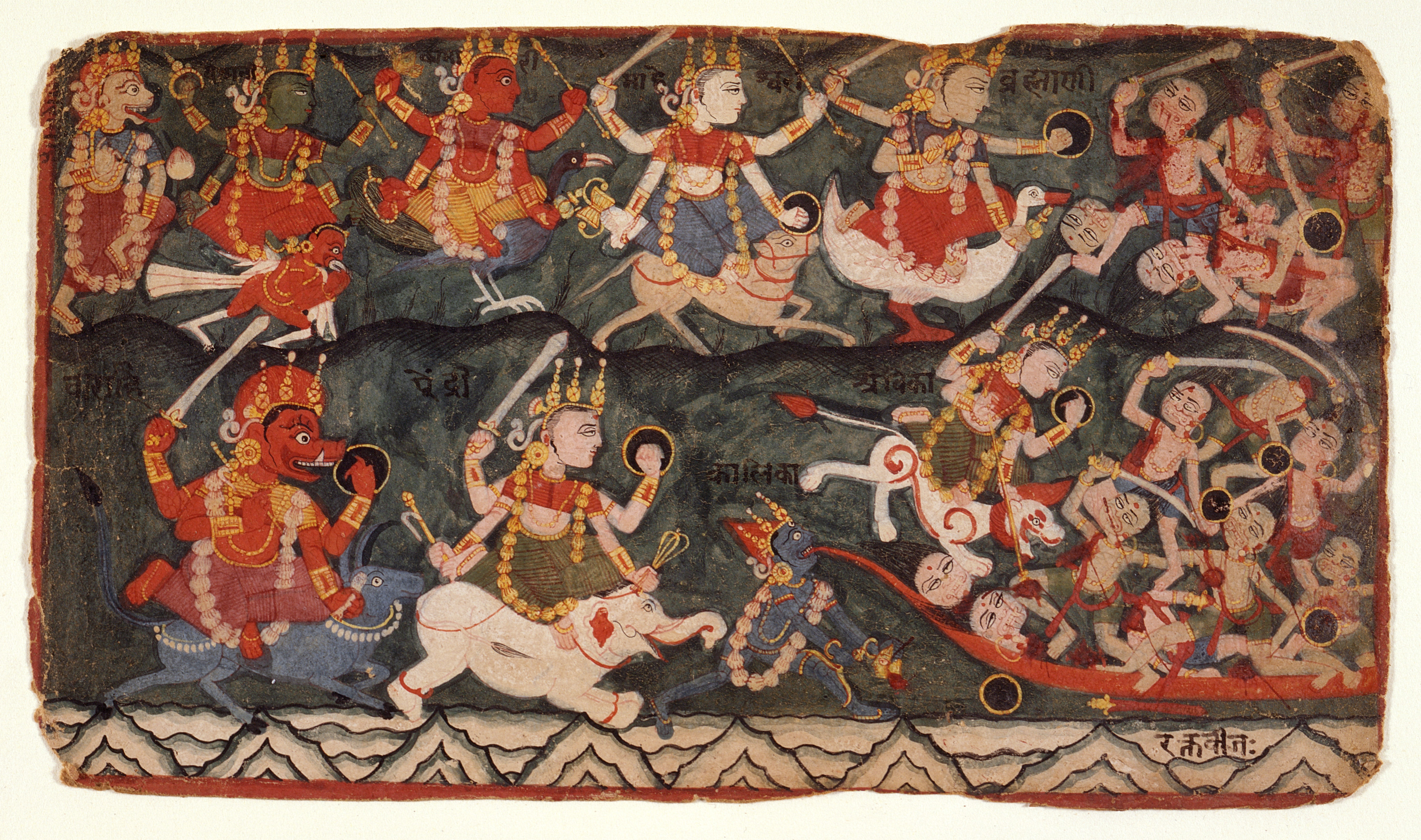
La Deessa Ambika o Durga entrant al vuitè Matrikas en una lluita contra el dimoni Raktabija. Imatge de Devi Mahatmya, Markandeya Purana.

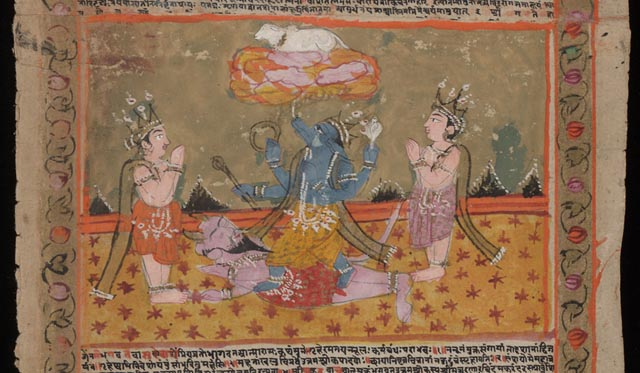
Una il·lustració de Varaha avatar basat en el Bhagavata Purana

Vyasa, el narrador del Mahabharata, es considera tradicionalment el compilador dels Puranas. Tanmateix, les primeres versions escrites daten des de temps de l'Imperi de Gupta (aproximadament del segle tercer al cinquè dC) i molt d'aquest material es podria datar, a través de referències històriques i altres mitjans, en aquest període i els segles que segueixen. Els texts foren probablement escrits arreu tota l'Índia.
La data de la producció dels texts escrits no defineix la data d'origen del Puranas. Per una banda, existeix una part en forma oral abans que fossin escrits mentre alhora, s'han modificat molt incrementalment al Segle 16è i potser fins al present.
Una primera referència es troba al Chandogya Upanixad (7.1.2). (cap al 500 dC) El Brhadaranyaka Upanixad es refereix a "purana" com el "quint Veda" (IAST: itihāsapurāṇaṃ pañcamaṃ vedānāṃ), reflectint la primera importància religiosa d'aquests mites, presumiblement llavors en forma purament oral. El terme també apareix en l'Atharvaveda (11.7.24.).
Segons Frederick Eden Pargiter, el "Purana original" es pot datar al mateix temps en què es va donar la redacció final del Vedas. Gavin Flood connecta la pujada dels Purana escrits històricament amb la pujada dels cultes devocionals que se centren en una divinitat particular en l'era Gupta: el corpus Purànic és un cos complex de materials que avancen les visions de diversos cultes que competeixen.
 Encara que aquests texts es relacionen l'un amb l'altre, i el material que es troba en un es troba en un altre, cada un presenta, això no obstant, una visió d'ordenanació del món des d'una particular perspectiva. No s'han de veure com col·leccions fortuïtes de contes vells, sinó com exposicions altament selectives i fetes a mà, i presentacions de visions del món i soteriologies, compilat per grups particulars de Brahmins per propagar una visió particular, sigui centrant-se en Vixnu, Xiva, o Devi, o, en efecte, qualsevol nombre de divinitats. 
Seguint a Flood, les idees comunes es troben per tot el corpus però no és possible localitzar les línies d'influència d'un Purana sobre altre, així el corpus és més ben vist com a totalitat sincrònica.
El "All India Kashiraj Trust", format sota Vibhuti Narayan Singh, el Maharaja de Kashi, es dedicava a les edicions de publicació del Puranas.

## Contingut
Segons Matysa Purana, foren dits per narrar cinc temes, anomenats "Pancha Lakshana" (IAST: pañcalakṣaṇa) ("cinc distingides marques", encara que alguns becaris han suggerit que aquests són compartits per unes altres escriptures religioses tradicionals):
1. La creació de l'univers.
2. Creacions secundàries, principalment recreacions després de la dissolució universal.
3. Genealogia dels déus i savis.
4. La creació de la raça humana i els primers éssers humans. L'època de la regla de Manu, 71 Yugas celestials o 308.448.000 anys.
5. Les històries dels patriarques de les dinasties lunars i solars.

Els Puranas també donen èmfasi en deixar un registre de genealogies, com diu el Vayu Purana, "per conservar els genealogies de déus, savis i reis magnífics i les tradicions de grans homes. Les genealogies Puràniques indiquen que, per exemple, Sraddhadeva Manu va viure 95 generacions abans de la Guerra de Bharata. En l'Indica d'Arrià, Megastenes és citat dient que els hindús comptaven des de "Dionís" (shiva) fins a "Sandracottus" (chandragupta Maurya) "cent i cinquanta-tres reis durant sis mil quaranta-tres anys". La llista de reis en el Rajatarangini de Kalhana es remunta al 19è segle abans de Crist.
Pargiter ha discutit que el Purànic Krta Yuga (dins el Vayu Purana els quatre Yugas són dividits en 4800, 3600, 2400 i 1200 anys) "acabà amb la destrucció de l'Haihayas per Rama Jamadagnya; l'estrategema començà aproximadament amb Sagara i acabà amb la destrucció del Raksasas per Rama Dasarathi; i el Dvapara començà amb la seva reinstal·lació a Ayodhya i acabà amb la batalla de Bharata".

## Els textos

### Els Mahapuranas
Dels textos designats amb el nom de "Puranas" els més importants són els Mahapuranas (IAST: Mahāpurāṇa). Se sol dir que són divuit dividits en tres grups de sis, encara que, de fet, no són comptats sempre de la mateixa manera. Combinant les diverses llistes, Cornelia Dimmitt i Johannes Adrianus Bernardus Van Buitenen han acarat vint noms.
| Nom Purana     | Nombre de versos | Comentaris |
| -------------- | ---------------- | --- |
| Agni           | 15.400 versos    | |
| Bhagavata      | 18.000 versos    | El més cèlebre i popular dels Puranas, explicat pels deu avatars de Vishnu. El seu desè i més llarg cant narra les accions de Krishna, introduint les seves proeses d'infantesa, un tema més endavant elaborat per molts moviments Bhakti.                                  |
| Bhavishya      | 14.500 versos    | |
| Brahma         | 10.000 versos    | |
| Brahmanda      | 12.000 versos    | Inclou Lalita Sahasranamam, un text que alguns hindús reciten com a oració |
| Brahmavaivarta | 17 versos de,000 | |
| Garuda         | 19.000 versos    | |
| Harivamsa      | 16.000 versos    | Més sovint considerat poètica èpica índia. |
| Kurma          | 17.000 versos    | |
| Linga          | 11.000 versos    | |
| Markandeya     | 9.000 versos     | El Devi Mahatmya, un text important per al Shaktas està arrelat a ell. |
| Matsya         | 14.000 versos    | |
| Narada         | 25.000 versos    | |
| Padma          | 55.000 versos    | |
| Shiva          | 24.000 versos    | |
| Skanda         | 81.000 versos    | El Purana més llarg, és un guia de pelegrinatge extraordinàriament meticulós, contenint localitzacions geogràfiques de centres de pelegrinatge a Índia, amb llegendes relacionades, paràboles, himnes i històries. Moltes cites inlocalitzades s'atribueixen a aquest text. |
| Vamana         | 10.000 versos    | |
| Varaha         | 24.000 versos    | |
| Vayu           | 24.000 versos    | |
| Vishnu         | 23.000 versos    | |

#### Classificació
Els Puranas es classifiquen segons la qualificació de les persones que els poden entendre: "Els Puranas són explicacions suplementàries dels Vedas destinats a tipus diferents d'homes. Tots els homes no són iguals. Hi ha homes que es dirigeixen pel mode de bondat, altres que són sota el mode de passió i altres que són sota el mode d'ignorància. Els Puranas es divideixen així, de tal manera que qualsevol classe d'home els pot aprofitar i gradualment recobrar la seva posició perduda i aconseguir sortir de la dura lluita per l'existència.".
Els Mahapuranas es classifiquen sovint concedint els tres aspectes del diví Trimurti:
| Vainsva Puranas: | Vishnu Purana, Bhagavata Purana, Nradeya Purana, Garuda Purana, Padma Purana, Varaha Purana, Vmana Purana, Krma Purana, Matsya Purana, Kalki Purana |
| Brahma Puranas:  | Brahma Purana, Brahmnda Purana, Brahma Vaivarta Purana, Mrkandeya Purana, Bhavishya Purana                                                          |
| Saiva Puranas:   | Shiva Purana, Linga Purana, Skanda Purana, Agni Purana, Vyu Purana                                                                                  |

Segons el Padma Purana els texts poden ser classificats d'acord amb els tres "gunas" o qualitats: veritat, passió i inèrcia:
| Sattva ("veritat, puresa")   | Vishnu Purana, Bhagavata Purana, Naradeya Purana, Garuda Purana, Padma Purana, Varaha Purana                |
| Rajas ("activitat, passió")  | Brahmanda Purana, Brahma Vaivarta Purana, Markandeya Purana, Bhavishya Purana, Vamana Purana, Brahma Purana |
| Tamas ("foscor, ignorància") | Matsya Purana, Kurma purana, Linga Purana, Shiva Purana, Skanda Purana, Agni Purana                         |

### Upapuranas
Els upapuranas (IAST: Upapurāṇas) són textos menors o auxiliars: també se diu de vegades que són divuit, amb encara menys acord pel que fa als títols canònics. Pocs s'han editat críticament. Inclouen: Sanat-kumara, Narasimha, Brihan-naradiya, Siva-rahasya, Durvasa, Kapila, Vamana, Bhargava, Varuna, Kalika, Samba, Nandi, Surya, Parasara, Vasishtha, Devi-Bhagavata
Ganesha, Mudgala, and Hamsa.
El Ganesha i Mudgala Puranas estan dedicats a Ganesha. El Devi-bhagavata Purana, que exalça a la deessa Durga, s'ha convertit (junt amb el Devi Mahatmya del Mrkandeya Purana) en un text bàsic per a adoradors de Devi.
N'hi ha molts altres pertot arreu el subcontinent de l'Índia.

### Sthala Puranas
Aquest corpus de texts explica els orígens i tradicions d'uns particulars temples "Tamil Shiva" o santuaris. Hi ha nombrosos Sthala Puranas, la major part escrits en vernacles, alguns amb versions en sànscrit també. Els 275 Shiva Sthalams del continent tenen Puranas per a cada un, famosament glorificats en la literatura Tàmil Tevaram. Alguns apareixen en versions de sànscrit al Mahapuranas o Upapuranas. Alguns "Tàmil Sthala Puranas" han estat investigats per David Dean Shulman.

### Kula Puranas
Aquests Puranas tracten del mite d'origen d'una casta, històries, i llegendes (la paraula kula vol dir "família" o "tribu" en sànscrit). Són fonts importants per a la identitat de la casta, normalment disputada per castes rivals. Aquest subgènere és normalment en el vernacle i pot de vegades romandre oralment. Aquests han estat poc investigats, encara que es documenten en la secció de castes, a l'informe-cens britànic de l'Índia i a diversos Gazetteers (diccionaris geogràfics o directoris, utilitzats amb mapes).

### Puranes budistes i jainistes
Els Puranes jains tracten de mites, històries i llegendes dels jains i formen una part essencial de la literatura kannada primerenca. El més conegut és el Mahapurana d'Acharya Jinasena. El Purana budista Swayambhu Purana narra la història mitològica del Nepal i descriu llocs de pelegrinatge budistes dins de la Vall de Katmandú.